# Sarobela aurotincta
Sarobela aurotincta là một loài bướm đêm trong họ Erebidae.